# Zoltán Béla (gyógyszerész)
Zoltán Béla, 1886-ig Moskovitz/Moschkovitz (Rozsnyó, 1868. december 30. – Budapest, 1933. május 10.) gyógyszerész.

## Élete
Moschkovitz Zsigmond kereskedő és Nagl Katalin (1839–1932) fia. Középiskolai tanulmányait szülővárosában folytatta. Ungváron és Gyöngyösön volt gyógyszerészgyakornok. A Budapesti Tudományegyetemen 1889-ben szerezte meg oklevelét. Ezt követően a fővárosi Magyar Király gyógyszertárban gyakorolta hivatását. 1890-ben patika jogot nyert Alpáron. 1896-ban megvásárolta a lipótvárosi Nagykorona (ma Hercegprímás) utca és Bank utca sarkán álló Szűz Mária Isten Anyja gyógyszertárat, amelyet haláláig vezetett. A Budapesti Gyógyszerész Testületben 1914-től a Tanügyi Bizottság elnöke, 1916-tól a Testület alelnöke, majd 1918-tól elnök volt. Tizenöt évig a budapesti Gyógyszerészgyakornoki Tanfolyam vizsgabiztosaként is működött. 1919-ben a Tanácsköztársaság kormányzótanácsa megbízta a gyógyszertári ellátásra vonatkozó intézkedések végrehajtásával. Több jelentős gyógyszerkészítmény fűződik nevéhez és számos tudományos közleménye jelent meg.
Első házastársa Hirsch Manó és Stern Riza lánya, Olga volt, akit 1897. június 26-án Budapesten, a Terézvárosban vett nőül. 1918-ban megözvegyült. Második felesége Rosenfeld Alice (1873–?) volt, akivel 1920. március 6-án kötött házasságot. Gyermekei nem születtek.
A Kozma utcai izraelita temetőben (5-47-10) helyezték végső nyugalomra.